# Thuyết bất khả tri
Thuyết bất khả tri (Tiếng Anh: agnosticism) là quan điểm triết học cho rằng tính đúng hay sai của một số tuyên bố nhất định - đặc biệt là các tuyên bố thần học về sự tồn tại của Chúa Trời hay các vị thần - là chưa biết và không thể biết được hay không mạch lạc. Một số người theo thuyết bất khả tri suy diễn từ đó rằng các tuyên bố đó không liên quan đến ý nghĩa của cuộc sống.
Có lẽ nhà tư tưởng bất khả tri (hay hoài nghi) đầu tiên là Sanjaya Belatthiputta (Samjayin Vairatiputra), một người cùng thời với Phật Thích Ca Mâu Ni, như đã được ghi trong kinh Phật. Người ta kể rằng khi được hỏi có cuộc sống sau cái chết hay không ông đã trả lời là có thể có và có thể không, và từ chối phỏng đoán xa hơn.
Thuật ngữ "bất khả tri" (agnosticism) được đưa ra năm 1869 bởi Thomas Henry Huxley (1825-1895), một nhà tự nhiên học người Anh, người đã lấy cảm hứng từ các tư tưởng của David Hume và Emmanuel Kant. Thuật ngữ này còn được dùng để miêu tả những người chưa bị thuyết phục hay cố tình chưa đưa ra quan điểm về sự tồn tại của các vị thần thánh cũng như các vấn đề tôn giáo khác.
Thuyết bất khả tri, khi tập trung vào những gì có thể biết, là một luận điểm nhận thức luận về bản chất và giới hạn của kiến thức con người; trong khi thuyết vô thần và thuyết hữu thần là các quan điểm bản thể học (một nhánh của siêu hình học nghiên cứu về các loại thực thể tồn tại). Không nên lẫn lộn thuyết bất khả tri với một cách nhìn đối lập với học thuyết về sự ngộ đạo và thuyết ngộ đạo - đây là các khái niệm tôn giáo nói chung không liên quan đến thuyết bất khả tri.
Những người theo thuyết bất khả tri có thể tuyên bố rằng không thể có tri thức tinh thần "tuyệt đối" hay "chắc chắn" hay, nói cách khác, rằng tuy những sự chắc chắn đó là có thể có nhưng cá nhân họ không có tri thức đó. Trong cả hai trường hợp, thuyết bất khả tri bao hàm một hình thức của chủ nghĩa hoài nghi đối với các khẳng định tôn giáo. Điều này khác với sự phi tín ngưỡng (irreligion) đơn giản của những người không suy nghĩ về chủ đề này.
Thuyết bất khả tri khác với thuyết vô thần mạnh (còn gọi là "vô thần tích cực" - "positive atheism" hay "vô thần giáo điều" - "dogmatic atheism"). Thuyết này phủ nhận sự tồn tại của bất cứ thần thánh nào. Tuy nhiên, dạng vô thần phổ biến hơn - thuyết vô thần yếu - chỉ là sự không có mặt của đức tin vào thánh thần, không tương đương nhưng có tương thích với thuyết bất khả tri. Chủ nghĩa vô thần phê phán (critical atheism) khẳng định cho rằng "Chúa Trời" hay "các vị thần" là các khái niệm có ý nghĩa, nhưng ta không có bằng chứng cho các khái niệm đó, do đó trong khi chờ đợi, ta phải chọn lập trường mặc định là không tin vào các khái niệm đó.

## Ví dụ
Một số ví dụ về khả năng:
- Con người không thể biết sự vật, hiện tượng nào đó có tồn tại không nếu không dùng giác quan cảm nhận hoặc đo đạc thông tin về vật, hiện tượng đó.
- Con người thậm chí có thể nhận những giác quan bị tác động bởi bên thứ ba (một vật, hiện tượng nào đó) sao cho con người không thể tìm thấy (tìm thấy ở đây là một dạng của một biểu hiện hay một hiện tượng trong triết học hiện đại) một nguyên tố mà ngành khoa học đang cần để lý giải thế giới chẳng hạn.
- Những khám phá lớn về vật lý thường được con người đo đạc qua những cỗ máy tinh vi, tuy nhiên, việc nhìn qua 1 màn hình để nói hiện tượng gì tồn tại hoặc không là một lỗ hổng dễ nhận thấy, và tất nhiên ảnh hưởng đến cả ngành khoa học.